# Monster Hunter: Rise
Monster Hunter: Rise — компьютерная игра в жанре action/RPG, разработанная и выпущенная японской студией Capcom. Часть серии Monster Hunter. Выход игры на Nintendo Switch состоялся 26 марта 2021 года, а выпуск на Windows 12 января 2022 года. MHR переносит игроков в красочную деревню Камура, совершенно новую безмятежную горную местность, которая привлекает посетителей своей уникальной культурой и инновационными технологиями охоты. После того, как охотники экипируются доспехами и выбирают один из различных типов оружия, их ждут совершенно новые охотничьи угодья, в том числе древние руины святилища и многое другое. По мере того, как игроки побеждают монстров и продвигаются по игре, предметы павших противников можно использовать для создания уникального оружия и доспехов, которые повысят их шансы на успех и выживание в будущем. Охотники могут решать эти задачи в одиночку или с тремя другими игроками в локальной или совместной сетевой игре.
Monster Hunter Rise, как и Monster Hunter: World, имеет открытые локации без загрузок между зонами. Игра предоставляет игрокам новый набор инструментов для охоты на монстров. Впервые для серии Monster Hunter в игре действия по захвату с помощью проводов можно выполнять с помощью «Wirebug», стоя или в воздухе, что добавляет совершенно новый уровень воздушной маневренности к тактике охоты и атакам. В игре также появились новые партнеры по охоте, называемые Palamutes, персонализированные и ездовые компаньоны «Canyne», которые предоставляют игрокам новый набор вариантов атаки, а «Felyne» Palicoes вернулись в качестве персонажей поддержки для таких действий, как исцеление.

## Разработка и выпуск
Monster Hunter: Rise была анонсирована 17 сентября 2020 года в ходе презентации Nintendo Direct. Игра базируется на движке RE Engine, который ранее был использован в таких играх, как Resident Evil 7 и Devil May Cry 5.
Выпуск Rise состоялся 26 марта 2021 года для Nintendo Switch, а на 2022 год был запланирован выпуск на Windows. Наряду с выпуском Monster Hunter Rise были включены в себя три фигурки Amiibo — Палико, Паламута и фирменный монстр игры — Магнамало. Использование Amiibo в игре открывает для игрока в игре набор уникальной многослойной брони.

Ясунори Итиносэ выступает в качестве руководителя проекта, он участвовал в разработке Monster Hunter Freedom (PSP), Monster Hunter Freedom 2 (PSP), Monster Hunter Freedom Unite (PSP), Monster Hunter Generations (3DS) в роли директора.

## Отзывы критиков
| Сводный рейтинг       | Сводный рейтинг             |
| Агрегатор             | Оценка                      |
| --------------------- | --------------------------- |
| Metacritic            | 88/100 (Switch) 87/100 (PC) |
| Иноязычные издания    |                             |
| Издание               | Оценка                      |
| Destructoid           | 9/10                        |
| Edge                  | 9/10                        |
| Eurogamer             | Essential                   |
| Game Informer         | 7,75/10                     |
| GameSpot              | 9/10                        |
| GamesRadar+           | [ 12 ]                      |
| IGN                   | 8/10                        |
| Nintendo Life         | [ 14 ]                      |
| Nintendo World Report | 9/10                        |
| The Guardian          | [ 16 ]                      |
| VentureBeat           | [ 17 ]                      |
| RPGamer               | [ 18 ]                      |
| RPGFan                | 90/100                      |
| Shacknews             | 9/10                        |
| Русскоязычные издания |                             |
| Издание               | Оценка                      |
| StopGame.ru           | «Изумительно»               |
| «Игромания»           | [ 22 ]                      |

Игра получила преимущественно положительные отзывы критиков, согласно агрегатору рецензий Metacritic, средневзвешенная оценка (на 29 марта 2022 года) составила 88/100 для версии на Nintendo Switch и 87/100 для версии на PC. Российское издание «Игромания» оценило игру на 5 звёзд из 5 и позже в итогах года поставило на 1-е место в номинации «Убийца свободного времени года», на 2-е место в номинации «Экшен года» и на 5-е место в номинации «Мультиплеер года».

### Продажи
На конец 2022 года Capcom продала 11,2 млн копий игры.